# Les Accidents ménagers
Pour plus de détails, voir Fiche technique et Distribution.
Les Accidents ménagers (How to Have an Accident in the Home) est un dessin animé de la série des Donald produit par Walt Disney pour Buena Vista Film Distribution Company, sorti le 8 juillet 1956.

## Synopsis
Par une paisible journée dans une petite ville J.J. Fate apparaît et nous explique pourquoi il ne faut pas le blâmer pour les accidents qui peuvent nous arriver. Et il se sert de Donald pour illustrer ses propos...

## Fiche technique
- Titre original : How to Have an Accident in the Home
- Série : Donald Duck
- Réalisateur : Charles A. Nichols
- Scénario : Bill Berg et Jack Kinney
- Animateur : Jerry Hathcock, Volus Jones et George Nicholas
- Layout : Lance Nolley et Ernie Nordli
- Décors : Anthony Rizzo
- Effets visuels : Jack Buckley
- Musique : Franklyn Marks
- Voix : Clarence Nash (Donald) et Bill Thompson (J.J. Fate)
- Producteur : Walt Disney
- Société de production : Walt Disney Productions
- Distributeur : Buena Vista Film Distribution Company
- Date de sortie : 8 juillet 1956
- Format d'image : couleur (Technicolor)
- Son : Mono (RCA Photophone)
- Durée : 8 min
- Langue : (en)
- Pays :  États-Unis

## Commentaires
Une suite de ce film nommée de How to Have an Accident at Work a été réalisée en 1959.

## Titre en différentes langues
D'après IMDb :
- Argentine : Cómo tener un accidente en la casa
- Suède : Kalle Anka möter ödet